# Sapoljarny
Sapoljarny (auch Sapoljarnyj, russisch Заполя́рный) ist eine Stadt mit 15.825 Einwohnern (Stand 14. Oktober 2010) in der russischen Oblast Murmansk. Sie liegt 158 km nordwestlich der Gebietshauptstadt Murmansk unweit der Staatsgrenze zwischen Norwegen und Russland.

## Geschichte

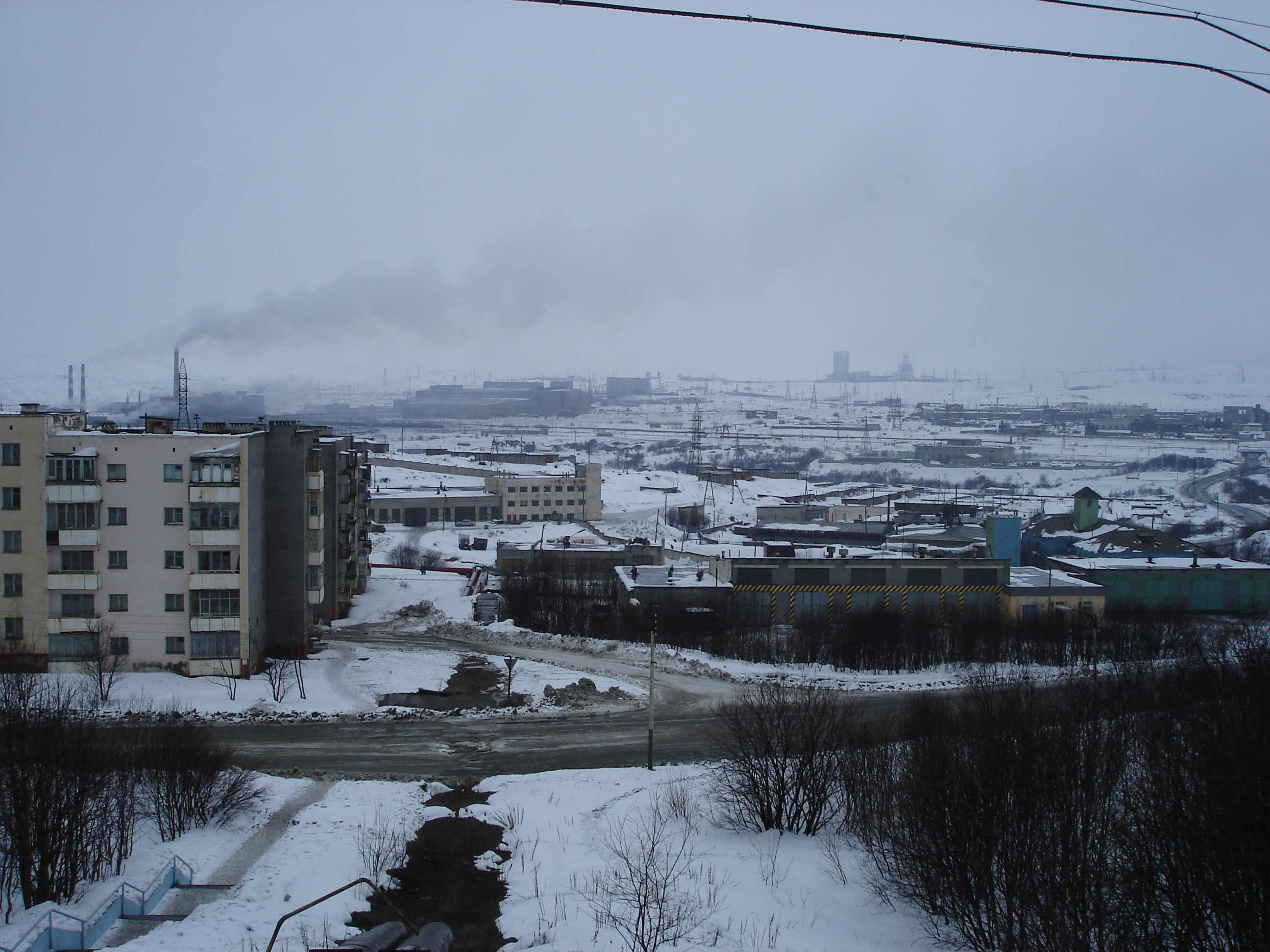
Sapoljarny

Das Gebiet der heutigen Stadt gehörte von 1922 bis 1940 zu Finnland. 1956 wurde Sapoljarny zunächst unter dem Namen Schdanowsk (Жда́новск) – zu Ehren des Politikers Andrei Schdanow – gegründet. Anlass war die Erschließung von Kupfer- und Nickelvorkommen in der Umgebung. 1963 erhielt der Ort seinen heutigen Namen, der so viel bedeutet wie „Stadt hinter dem Polarkreis“, sowie gleichzeitig die Stadtrechte.
Sapoljarny ist vor allem bekannt durch die 1970–1994 etwa 10 km entfernt durchgeführte Kola-Bohrung, die von 1979 bis 2008 das weltweit tiefste Bohrloch in der Erdkruste war.
Nach der Gebietsreform in den 2000er-Jahren besitzt Sapoljarny einschließlich der eingemeindeten Territorien eine Gesamtfläche von rund 4620 km² und ist damit die größte Flächenstadt Russlands.

### Bevölkerungsentwicklung
| Jahr | Einwohner | Bemerkung                                                       |
| ---- | --------- | --------------------------------------------------------------- |
| 1959 | 6.189     | davon 2.398: 1967 eingemeindete Siedlung städtischen Typs Gorny |
| 1970 | 22.084    |                                                                 |
| 1979 | 21.172    |                                                                 |
| 1989 | 23.564    |                                                                 |
| 2002 | 18.640    |                                                                 |
| 2010 | 15.825    |                                                                 |

Anmerkung: Volkszählungsdaten

## Wirtschaft
1940 entstand das Kombinat Petschenganikel (Печенганикель) zur Förderung von Kupfer und Nickel. Heute ist es Teil des russischen Bergbaukonzerns MMC Norilsk Nickel.